# صنایع کولون
صنایع کولون (انگلیسی: Kolon Industries) شرکت خوشه‌ای کره‌ای است، که در سال ۱۹۵۷ تأسیس شد.